# Ivar Rooth
Ivar Rooth (né le 2 novembre 1888 à Stockholm ; décédé le 27 février 1972) était un banquier suédois et le deuxième directeur général du Fonds monétaire international du 3 août 1951 au 3 octobre 1956.

## Carrière
Ivar Rooth a suivi des études de droit et de sciences économiques à l'université d'Uppsala puis à celle de Berlin.

### En Suède
En 1914, Ivar Rooth est chargé de représenter la banque de commerce de Stockholm, puis accepte d'en devenir le vice-président l'année suivante. Il poursuit sa carrière en occupant le poste de directeur général de la banque d'émission de devises suédoise, et celui de directeur du crédit foncier de Stockholm en 1920.
Il est nommé gouverneur de la banque de Suède en 1929.

### Carrière internationale
Ivar Rooth a eu plusieurs responsabilités au niveau international. Avant la Seconde Guerre mondiale, il a ainsi été directeur de la Banque des règlements internationaux de 1931 à 1933 et de 1937 à 1949. Cette banque, la plus ancienne institution financière mondiale, a d'abord servi à distribuer les financements de la reconstruction européenne après la Première Guerre mondiale. Depuis, elle sert notamment de pivot pour les systèmes de transactions monétaires internationales, étant parfois surnommée la « banque des banques ». Son siège est à Bâle, en Suisse.
Après la Seconde Guerre mondiale, il devient directeur du Fonds d'investissement des Nations unies, de 1947 à 1961, tout en remplissant quelques missions temporaires au nom de la Banque internationale pour la reconstruction et le développement par exemple en Irak en 1951. Il est ensuite élu directeur général du Fonds monétaire international pour un mandat allant du 3 août 1951 au 3 octobre 1956. Il dirigera enfin une autorité financière koweïtienne pendant deux ans, de 1960 à 1962, avant de prendre sa retraite à Lidingö, dans les environs de Stockholm.
Il est décédé le 27 février 1972.

## Annexe